# Pałac w Boczanicy
Pałac w Boczanicy – pałac zbudowany w 1840 r. przez Gracjana Lenkiewicza-Ipohorskiego, w stylu późnoklasycystycznym. Spalony przed I wojną światową. 

## Historia
Marszałek powiatu ostrogskiego Gracjan Lenkiewicz (ur. 1787) z Honoratą ks. Światopełk-Czetwertyńska na Starej Czetwertni (ur. 1780) mieli czterech synów, urodzonych około 1810 r.: Feliksa, Jana Romualda (ur. 1813), Leona, Wiktora oraz córkę Oktawię (1808–1882), żonę Michała Walewskiego, którzy nie pozostawili potomstwa. Ostatnim właścicielem, do 1939 r., był  Adam Czosnowski, który był mężem Elżbiety Grabowskiej.
Piętrowy budynek znalazł się w gronie najwspanialszych pałaców na Zachodnim Wołyniu. Rezydencji, która uległa pożodze  przed I wojną światową, nie odbudowano. Przy pałacu znajdowały się murowane zabudowania folwarczne.
Symetryczny obiekt posiadał piękne meble i dzieła sztuki, które w posagu wniosła Elżbieta Grabowska oraz bibliotekę, portrety rodzinne, obrazy, m.in. Henryka Siemiradzkiego pt. Za przykładem bogów o wymiarach 4x8 m, gobeliny, kolekcje: szkła, porcelany i starych sreber; kominki, piece ozdobione ładnymi kaflami i żyrandole. Po pożarze ocalałe wyposażenie pałacu trafiło do Lwowa, gdzie po latach poddane zostało dekoncentracji.